# RICS
Az RICS az ingatlannal kapcsolatos professzionális szolgáltatások nemzetközi szakmai egyesülete 130 000 taggal 140 országban.

## Az RICS története
Az intézményt 1868-ban alapították az Egyesült Királyságban, mint a Földmérők Intézetét. A szervezet székhelye azóta is a Great George Street és a Parliament Square sarkán található. 1946-ban a társaság megkapta a királyi előtagot és a szigetországban azóta is a Royal Institution of Chartered Surveyors nevet viseli. Az angolszász országokon kívül a szervezet az RICS elnevezést használja.

## Az RICS tagsága
Az RICS a legnagyobb tagsági bázissal az Egyesült Királyságban valamint a Nemzetközösség országaiban rendelkezik. Európában közel 8000 tagja van. Magyar tagszervezete, az 1997-ben alakult RICS Magyarország (korábban Okleveles Ingatlanszakértők Magyar Szövetsége), jelenleg több mint 160 fős létszámot tudhat magáénak, jelenlegi elnöke Schőmer Norbert MRICS, közép-kelet-európai vezetője Orcsik Anna. A tagságot meghatározott idejű felkészülés után lehet megszerezni - a jelölt szakmai és tanulmányi hátterének függvényében.

## Az RICS tevékenysége
Az RICS 1980-ban jelentette meg először ingatlanértékelési és értékbecslési kódexét (The Red Book), amit multinacionális cégek és pénzintézetek nemzetközi viszonylatban is elfogadnak. A legújabb verzió 2025. elején várható. A szervezet rendszeresen ad ki fontos standardokat, útmutatásokat, különösen az ESG területén. Legújabb anyagi az IBOS, ESG data list és WLCA (Whole Life Carbon Assessment Standards). Az RICS folyamatosan bővíti tagságát és befolyását világszerte.

## Az RICS által akkreditált képzések
A számos brit és ír egyetemi program mellett, Európában Ausztriában, Belgiumban, Franciaországban és Németországban van az RICS által akkreditált egyetemi képzés. Hazánkban ezt a Budapesti Műszaki és Gazdaságtudományi Egyetem Építőmérnöki Kara biztosította korábban posztgraduális formában. Jelenleg Magyarországon nincs RICS akkreditált képzés.

## Külső hivatkozások
- RICS
- RICS Europe
- RICS Magyarország